# Джефри Хънтър
Джефри Хънтър (на английски: Jeffrey Hunter роден Henry Herman „Hank“ McKinnies) е американски актьор и продуцент.  Известен е най-вече с ролята си на Исус Христос във филма „Цар на царете“ и в ролята на капитан Кристофър Пайк в оригиналния пилотен епизод на Стар Трек.

## Биография
Роден е в Ню Орлийнс, но през 1930 г. се премества със семейството си в Милуоки, Уисконсин. Докато учи за магистър в Калифорнийски университет, Лос Анджелис го откриват като талант и му предлагат двугодишен контракт с 20th Century-Fox, който по-късно е продължен.
Докато е в Испания през 1969 г., за да заснеме филм за чикагската мафия „Да живее Америка“ (1969 г.), Хънтър е контузен след експлозия, има лицеви разкъсвания от счупеното стъкло, както и изгаряния. Докато е в самолета със съпругата си при завръщане в САЩ, изведнъж дясната му ръка се полу-парализира и не може да говори. След кацането е закаран директно от самолета до болница в Лос Анджелис, където е установено, че е получил мозъчен кръвоизлив. Той се възстановява и е освободен след няколко седмици. В дома си във Ван Найс, Калифорния, Хънтър продължава да се оплаква от главоболие и световъртеж. Скоро след това обаче той претърпява нов мозъчен кръвоизлив, пада по стълбите в хола си и счупва черепа си. Не е ясно колко време е в безсъзнание, когато го намира негов приятел. Той умира на 42 години по време на операция без изобщо да се върне в съзнание.

## Избрана филмография
| Година | Филм                | Оригинално заглавие | Роля                  | Режисьор      |
| ------ | ------------------- | ------------------- | --------------------- | ------------- |
| 1951   | Четиринадесет часа  | Fourteen Hours      | Дани Клемпнър         | Хенри Хатауей |
| 1955   | Бялото перо         | White Feather       | Малкото куче          | Робърт Д. Уеб |
| 1956   | Следотърсачите      | The Searchers       | Мартин Пауи           | Джон Форд     |
| 1956   | Предсмъртна целувка | A Kiss Before Dying | Гордън Грант          | Герд Осуалд   |
| 1961   | Цар на царете       | King of Kings       | Иисус Христос         | Никълъс Рей   |
| 1962   | Най-дългият ден     | The Longest Day     | Сержант Джон Х. Фулер | екип          |